# Greenwich Castle
Greenwich Castle war ein königliches Schloss im Greenwich Park im heutigen Londoner Stadtteil Greenwich in England.

## Geschichte
Eine Burg wurde 1433 errichtet und soll aus einem Wohnturm mit Burggraben bestanden haben. 1525 bis 1526 wurde sie zum eleganten Schloss mit mindestens zwei Türmen erweitert. Zu Zeiten König Heinrichs VIII. wurde es intensiv genutzt. In Greenwich Castle brachte Heinrich VIII. offenbar gerne seine Mätressen unter, da die Burg nicht weit vom Greenwich Palace entfernt lag.
Im Zuge der Errichtung des Royal Greenwich Observatory wurde das Schloss 1675 abgerissen.